# Sociální událost
Sociální událost je okolnost s níž právo spojuje vznik, změnu nebo zánik práv a povinností, s jejichž pomocí lze předejít, zmírnit nebo překonat tíživou životní situaci, která je způsobena takovou událostí. Sociální událost bývá označována také jako sociální riziko nebo sociální příhoda.
Abychom o riziku (události, příhodě) mohli mluvit jako o sociálním riziku (události, příhodě), musí být toto riziko státem uznané za objektivní, zasluhující pozornost některého z veřejných subjektů. Pak vzniká jedinci či rodině, která byla zasažena takovou událostí, nárok na sociální ochranu, která je v ČR poskytována podle systému sociálního zabezpečení.

## Charakteristika sociálních událostí
Sociální události mají několik společných znaků:
- ekonomicky a sociálně ohrožují existenci člověka i společnosti,
- ohrožují člověka sociálním vyloučením a
- člověk není schopen odvrátit jejich důsledky vlastními silami.

Zda vznikají nezávisle na vůli člověka, může (ale nemusí) ovlivnit poskytnutí sociální ochrany.

## Druhy sociálních událostí
V průběhu života se každý člověk může dostat do různých životních situací, které mohou být kvůli svým důsledkům označeny jako sociální události. Zpravidla je rozdělujeme na:
- přirozené (předvídatelné, standardní, fyziogenní) a
- nepřirozené (nepředvídatelné, nestandardní, patogenní).[3]

### Přirozené sociální události
Události, které lze předvídat nebo plánovat. Rozlišujeme:
- biologické: narození dítěte, dospívání, těhotenství, mateřství a péče o děti, stáří
- sociální: životní start, založení rodiny.[3]

### Nepřirozené sociální události
Události, které nelze předvídat nebo plánovat. Rozlišujeme:
- biologické: nemoc, úraz, dlouhodobě nepříznivý zdravotní stav, invalidita
- sociální: diskriminace, dezintegrace (ztráta sociálních vazeb), nezaměstnanost, chudoba.[3]

## Podpora a pomoc
Pokud v životě jedince nastane sociální událost, ve většině zemí se o jeho ochranu starají veřejnoprávní instituce. Na území Evropy je většinou poskytován stejný rozsah sociální ochrany, ale státy se od sebe liší podmínkami i její úrovní. O zabezpečení jedince i rodiny postižené nějakou sociální událostí se mohou starat i nestátní organizace (Charita, Člověk v tísni apod.)
Podle I. Tomeše se sociální ochrana pojí se sociálními událostmi, které jsou právními událostmi, nikoli však právními jednáními (do roku 2013 tzv. právními úkony). Tzn. s právními skutečnostmi vzniklými nezávisle na vůli dané osoby.
Sociální ochrana představuje poskytnutí sociálních dávek či služeb v rámci systému sociálního zabezpečení určitého státu, pokud sociální událost splňuje právem stanovené podmínky. Právo na sociální ochranu vzniká:
- ze zákona,
- ze smlouvy nebo
- na základě žádosti.[3]

### Minimální rozsah sociální ochrany
Úmluva o sociálním zabezpečení přijatá roku 1952 na Mezinárodní konferenci v Ženevě definuje oblasti sociálního zabezpečení, které by měly být pro státy povinné. Jsou to:
- zdravotní péče,
- nemocenské dávky,
- dávky ve stáří,
- dávky při pracovním úrazu a nemoci z povolání,
- rodinné dávky,
- mateřské dávky,
- invalidní dávky a
- dávky pozůstalým.[3]

### Systém sociálního zabezpečení v ČR
Sociální zabezpečení v České republice sestává ze tří systémů, které na sebe navazují. Každý z nich zabezpečuje následky jiných sociálních událostí:
1. Sociální pojištění - situace, na které se jedinec může předem připravit (důchodové pojištění, nemocenské pojištění).
2. Státní sociální podpora - situace, které jsou společensky uznané za hodné zřetele (především dávky pro rodiny a rodiny s dětmi).
3. Sociální pomoc - situace hmotné a sociální nouze, které občan není schopen řešit sám nebo za pomoci vlastní rodiny (sociální služby, sociálně-právní ochrana, dávky sociální pomoci).[1]